# Specials (album)
Az 1979-es Specials a The Specials debütáló nagylemeze. Mérföldkőnek tartják a brit ska történetében. Az album a fiatalság betondzsungelek iránt érzett gyűlöletét és dühét adja vissza. Szerepel az 1001 lemez, amit hallanod kell, mielőtt meghalsz című könyvben.

## Az album dalai
| 1. | A Message to You, Rudy  | Dandy Linvingstone                       | 2:53 |
| 2. | Do the Dog              | Rufus Thomas, hangszerelte Jerry Dammers | 2:09 |
| 3. | It's Up to You          | Dammers, The Specials                    | 3:25 |
| 4. | Nite Klub               | Dammers, The Specials                    | 3:22 |
| 5. | Doesn't Make It Alright | Dammers, Dave Goldberg                   | 3:26 |
| 6. | Concrete Jungle         | Byers                                    | 3:18 |
| 7. | Too Hot                 | Cecil Campbel                            | 3:09 |

| 1. | Monkey Man             | Toots Hibbert                                   | 2:45 |
| 2. | (Dawning of A) New Era | Dammers                                         | 2:24 |
| 3. | Blank Expression       | Dammers, The Specials                           | 2:43 |
| 4. | Stupid Marriage        | Dammers, Michael Allen Harrison, Neville Staple | 3:49 |
| 5. | Too Much Too Young     | Dammers, köszönet Lloyd Charmersnek             | 2:16 |
| 6. | Little Bitch           | Dammers                                         | 2:31 |
| 7. | You're Wondering Now   | Seymour                                         | 2:36 |

Egyes amerikai kiadásokon a The Specials által írt Gangsters hallható a Too Much Too Young és a Little Bitch között. Ausztráliában és Új-Zélandon a Gangsters a Do the Dog és az It's Up to You közt kapott helyet.

## Közreműködők
- Terry Hall – ének
- Neville Staple – ének
- Lynval Golding – ritmusgitár, ének
- Roddy Radiation – szólógitár, ének a Concrete Jungle-ön
- Jerry Dammers – billentyűk
- Sir Horace Gentleman – basszusgitár
- John Bradbury – dob
- Chrissie Hynde – ének
- Rico Rodriguez – harsona
- Dick Cuthell – kürt

## Fordítás
Ez a szócikk részben vagy egészben a Specials (album) című angol Wikipédia-szócikk ezen változatának fordításán alapul.  Az eredeti cikk szerkesztőit annak laptörténete sorolja fel. Ez a jelzés csupán a megfogalmazás eredetét és a szerzői jogokat jelzi, nem szolgál a cikkben szereplő információk forrásmegjelöléseként.